# Leave Me Alone (I'm Lonely)
Leave Me Alone (I'm Lonely) је шести сингл америчке певачице Пинк са четвртог албума „I'm Not Dead“ из 2006. године. Текст песме је написао Буч Пери.

### Пријем
Песма се знатно слабије котирала на топ-листама од претходних синглова. У Беликој Британији досегла је 34. место, најниже до тада у каријери Пинк, док је у Аустралији и Новом Зеланду ушла у првих 5. До сада је продато око пола милиона копија.

### Музички спот
Музички спот за песму састоји се из снимака са промотивне турнеје за „I'm Not Dead“ албум.
У августу 2010. Пинк је на захтев фанова објавила нови спот за песму урађен у црно-белој техници који садржи снимке са турнеје за албум „Funhouse“.

### Топ листе
| Година | Земља                | Врх |
| ------ | -------------------- | --- |
| 2007   | Аустралија           | 5   |
| 2007   | Уједињено Краљевство | 34  |
| 2007   | Нови Зеланд          | 5   |
| 2007   | Словачка             | 17  |